# سعید بلقوله
سعید بلقوله (عربی: سعید بلقولة؛ ۳۰ اوت ۱۹۵۶ – ۱۵ ژوئن ۲۰۰۲) یک داور فوتبال اهل مراکش بود که داور فینال جام جهانی فوتبال ۱۹۹۸ فرانسه بین فرانسه و برزیل بود و اولین داور آفریقایی بود که فینال جام جهانی را قضاوت کرد. وی از سال ۱۹۹۳ وارد فهرست بین‌المللی داوری شد. وی کارمند دولتی افسر گمرک در شهر تیفلت مراکش بود. وی در تاریخ ۱۵ ژوئن ۲۰۰۲ پس از یک جنگ طولانی در برابر سرطان درگذشت و در شهر تیفلت به خاک سپرده شد.